# Un sac de billes (pel·lícula de 1975)
Un sac de billes és una pel·lícula francesa dirigida per Jacques Doillon el 1975, a partir de la novel·la homònima de Joseph Joffo.

## Argument
Narra les peripècies d'una família jueva que viu a París i que, en ser ocupada la capital, marxen al sud, on les coses semblen estar tranquil·les. Però també aquesta zona és ocupada i dos dels nois han d'intentar primer salvar-se de la persecució dels jueus i després guanyar-se la vida amb el seu enginy.

## Repartiment
- Richard Constantini: Joseph
- Paul-Eric Shulmann: Maurice
- Joseph Goldenberg: El Pare
- Reine Bartève: La mare
- Hubert Drac: Henri
- Gilles Laurent: Albert
- Michel Robin: Mantelier
- Dominique Ducros: Françoise
- Stephan Meldegg: Oficial perruqueria
- Axel Ganz: Oficial perruqueria
- Pierre Forget: El mestre
- Marc Eyraud: El capellà del tren
- Hélène Calzarelli: La jove del tren